# Shingo Hirai
Shingo Hirai (ur. 2 sierpnia 1978) – japoński zapaśnik w stylu klasycznym. Brązowy medalista mistrzostw Azji w 2005. Wicemistrz Azji juniorów z 1998 roku.